# Publio Cornelio Lentulo Sura
Publio Cornelio Lentulo Sura (in latino: Publius Cornelius Lentulus Sura; fl. 71-63 a.C.) è stato un senatore e cospiratore romano.

## Biografia
Dopo essere stato Pretore, si candidò al consolato e divenne Console anziano nel 71 a.C.con Gneo Aufidio Oreste come collega giovane.
Allo scadere del suo consolato venne espulso dal Senato de probrum dai censori Lucio Gellio Publicola e Gneo Cornelio Lentulo Clodiano nel 70 a.C., ma non si perse d'animo e riuscì a rientrare in Senato come questore e scalò nuovamente il cursus honorum sino a diventare pretore urbano nel 63 a.C.
Avendo molti debiti partecipò alla congiura di Catilina di cui era uno dei maggiori esponenti, per questo venne denunciato dal delatore Quinto Curio, accusato da Marco Tullio Cicerone in Senato e venne condannato a morte nell'anno della sua pretura.
Era consuetudine dei Romani per i rei di Maiestas, come in questo caso, assegnare un custode fino all'esecuzione della condanna, in questo caso fu il proconsole del 63 a.C. Lucio Giulio Cesare, fratello di sua moglie Giulia che era anche la madre del futuro triumviro Marco Antonio.
L'esecuzione si svolse per strangolamento all'interno del carcere Mamertino. Con lui vennero strangolati Gaio Cornelio Cetego, Lucio Statilio, Marco Cepario, Tito Volturcio e Publio Gabinio Capitone, tutti appartenenti alla congiura ordita da Lucio Sergio Catilina, debellata da Marco Tullio Cicerone sotto il consolato di Decimo Giunio Silano e Lucio Licinio Murena.